# Quartier de Bioux
Les immeubles collectifs du quartier de Bioux sont un ensemble d'immeubles situé à Mâcon en Saône-et-Loire dans la région Bourgogne-Franche-Comté. Construit durant les années 1950 et imaginé par les architectes Barnabé Augros et Daniel Petit, le quartier est Label « Patrimoine du XXe siècle » depuis le 12 juin 2015,.

## Histoire

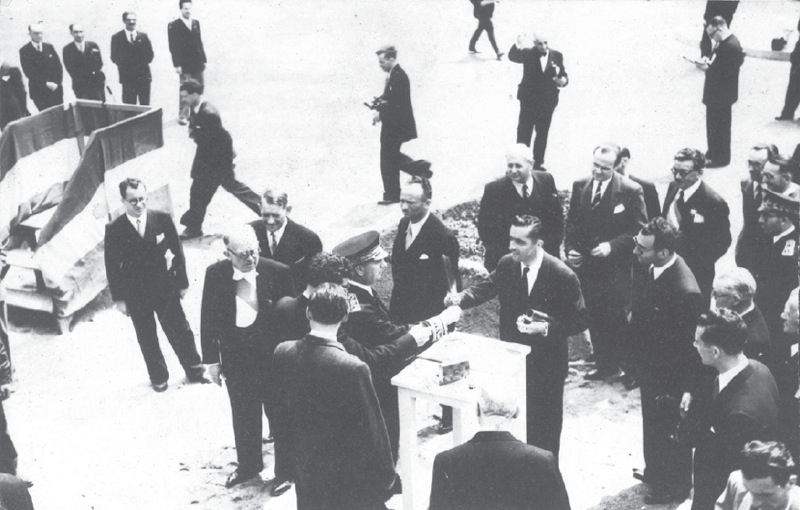
Pose de la première pierre.

À la fin de la Seconde Guerre mondiale, la construction de logements devient urgente, le projet du quartier naît en 1944. C'est ainsi que des habitations ont été édifiées dans le vallon boisé du Bioux et l’éperon orienté au sud sur lequel se trouvait la ferme du Bioux entre 1948 et 1959. 
Le 16 mai 1948, Vincent Auriol alors président de la République pose la première pierre de la cité d'habitation en présence de René Coty alors Ministre de la Reconstruction et de l’Urbanisme accompagné du préfet de Saône-et-Loire Pierre Lambert. Étaient aussi présents Pierre Denave, maire de Mâcon et les architectes du projet.
Le 12 juin 2015, le préfet de Région Éric Delzant attribue au quartier, sur proposition de la directrice régionale des affaires culturelles, le label Patrimoine du XXe siècle.

## Description

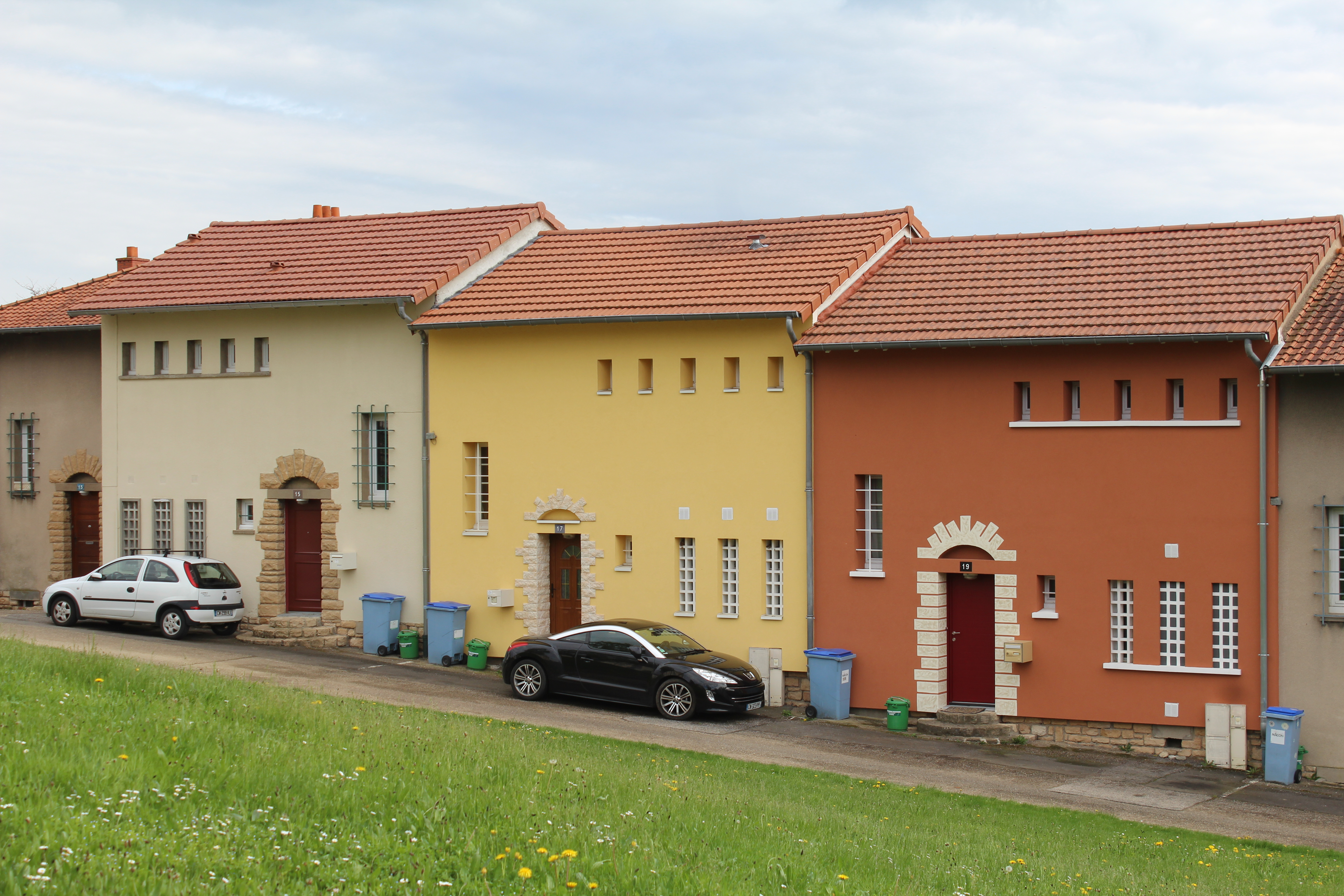
Maisons situées avenue Pierre Denave.

Le quartier de Bioux peut être séparé en deux parties. La partie basse est caractérisée par une faible densité d'immeubles et des espaces verts contrairement à la partie haute qui se distingue par une plus forte densité du bâti dont la disposition des immeubles a fait l'objet d'études rationnelles.
L'établissement de ce quartier ne s'est pas fait en une fois. Plusieurs tranches ont été établies au fil des années. Au début, des maisons individuelles isolées ou jumelées ont été établies le long des voies principales et disposées de biais pour une bonne exposition. Simultanément, cinq immeubles sortent de terre le long de l'avenue Pierre Denave. Un îlot qui rassemble des commerces et l'école forment le centre du quartier. Par la suite, des petites maisons d’inspiration Arts and Crafts sont construits de l'autre côté de l'avenue Denave parallèlement à des petits immeubles sont bâtis entre la rue de Solutré et la rue Benoît Raclet.
Enfin, la structuration du quartier de Bioux se termine par l'édification de l'immeuble curviligne situé le long de la rue Mozart.